# Tatort: Jagdfieber
Jagdfieber ist ein Fernsehfilm der Krimireihe Tatort aus dem Jahr 1998. Regie führte Peter Schulze-Rohr,  Buch schrieb Fred Breinersdorfer. Ulrike Folkerts spielt zum 13. Mal die Ludwigshafener Kommissarin Lena Odenthal, Andreas Hoppe zum vierten Mal ihren Assistenten Mario Kopper. Sie haben es diesmal mit dem Tod einer reichen, aber einsamen Frau und einem verdächtigen, aber abgeklärt scheinenden Ehepaar zu tun.

## Handlung
Charlotte Buchmeyer und ihr Mann Markus, der Kundenberater einer Privatbank ist, leben in wohlhabenden Verhältnissen. Charlotte hat für ihren Mann, der auffallend gestresst nach Hause kommt, eine Überraschungsparty anlässlich seines Geburtstags organisiert. Während Markus‘ Freunde ausgelassen feiern und er sich bemüht, vor seinen Freunden gelöst zu erscheinen, flüstert er seiner Frau zu, dass er eine Frauenleiche im Kofferraum hat. Er beteuert, mit dem Tod der Frau, einer Kundin seiner Bank, nichts zu tun zu haben, er habe einen Termin bei ihr gehabt, um DM 280.000 zur Bareinzahlung abzuholen und habe auf ihr Bitten hin ihren Hund Gassi geführt, als er zurückkehrte, sei die Frau tot und das Geld verschwunden gewesen. Die Leiche habe er nurmehr aus Angst, die Situation der Polizei nicht erklären zu können, in den Kofferraum gelegt, seine Frau versucht ihn zu überreden, doch noch zur Polizei zu gehen, doch er kann sie überzeugen, ihm zu helfen, die Leiche im Rhein zu versenken. Am nächsten Morgen vergräbt Markus die Handtasche der Toten im Garten, er bemerkt nicht, dass seine Frau ihn heimlich beobachtet.  Charlotte fährt in die Wohnung der Toten, neben Einbruchspuren entdeckt sie auch Fotos und Briefe, die beweisen, dass Markus ein Verhältnis mit der Toten gehabt hatte, Dietrich Hefermehl, der sich als Freund des Hauses vorstellt, folgt Charlotte in die Wohnung und stellt sie zur Rede, sie gibt sich als Freundin der Toten aus und geht, ohne Hefermehl ihren Namen zu nennen. Während Rheinschiffer die treibende Leiche finden, stellt Charlotte ihren Mann zur Rede, er beteuert, dass das Verhältnis nicht sexueller Natur war und er sich wegen ihrer Schulden darauf eingelassen hat, mit der einsamen Frau Zeit zu verbringen, die DM 280.000 seien für sie beide gewesen.
In der Gerichtsmedizin erfahren Odenthal und Kopper, dass die Frau mit einem stumpfen Gegenstand geschlagen wurde, Todesursache war jedoch Genickbruch. Während Charlotte und Markus ihr Alibi absprechen und die Fotos und Briefe vernichten, können Odenthal und Kopper über eine Vermisstenanzeige die Identität der Toten klären, es handelt sich um die steinreiche Verlagsleiterin Dorothee Reinicke, die Beamten erfahren vom Notar, dass sie zum Todeszeitpunkt DM 280.000 in der Wohnung gehabt haben muss. Während Charlotte Markus von ihrem Zusammentreffen mit Hefermehl erzählt, sucht Odenthal diesen auf, er erwähnt allerdings das Aufeinandertreffen nicht. Odenthal kann eine Zeugin ausfindig machen, die den Hund der Toten gesehen hat, sie erzählt, dass sie am See, an dem der Hund seit dem Tod seines Frauchens herumstreunt, auch öfter dessen korpulente Besitzerin mit einem männlichen Begleiter gesehen hat, sie gibt eine Beschreibung ab, nach der ein Phantombild Markus‘ erstellt werden kann. Markus sieht am nächsten Tag das Phantombild in der Zeitung und wird nervös, in dem Moment taucht Odenthal bei ihm auf, die herausgefunden hat, dass die Tote Kundin seines Bankhauses war, sie lädt ihn wegen des Phantombilds vor. Odenthal erfährt von Markus‘ Sekretärin Anne Berger, dass auch sie ein Verhältnis mit ihm hatte. Markus sagt Odenthal und Kopper gegenüber aus, dass ihr Verhältnis lediglich beruflicher Natur war, einen privaten Kontakt bestreitet er, auch ihren Hund will er nicht kennen, was sich bei einer Gegenüberstellung, bei der der Hund ihn aus einer Gruppe von Männern heraus als Bezugsperson anspringt, als falsch erweist. Odenthal ordnet eine Hausdurchsuchung an, Charlotte sagt aus, dass ihr Mann den Nachmittag über bei ihr war, die Durchsuchung ergibt keine Ergebnisse, Odenthal konfrontiert Charlotte in seinem Beisein mit dessen Verhältnis mit seiner Sekretärin, Markus tut dies als Unsinn ab. Draußen hört Lena beim Gehen den Streit zwischen den Eheleuten, später erfährt sie, dass die Spurensicherung nirgendwo an der Kleidung der Eheleute Spuren der Toten oder ihres Hundes gefunden hat.
Kurze Zeit später meldet sich Hefermehl bei den Beamten und gesteht den Mord an Frau Reinicke, als Motiv gibt er das Geld an, über dessen Verbleib er keine Aussagen macht. Als die Nachricht in der Zeitung erscheint, versöhnen sich die Eheleute erleichtert, Charlotte bittet Markus um Verzeihung, dass sie ihn verdächtigt hatte, Markus holt sich in Sicherheit wiegend heimlich das Geld aus dem Versteck. Die Beamten finden kurze Zeit später heraus, dass Hefermehl, der wegen Führens falscher akademischer Grade vorbestraft ist, ein Alibi hat und als Täter nicht in Frage kommt, offensichtlich wollte er Aufmerksamkeit. Seiner Aussage, er habe kurz nach Reinickes Tod eine Frau in der Wohnung angetroffen, schenkt Kopper daher auch keinen Glauben mehr.  Odenthal sucht später das unbeschwerte Ehepaar Buchmeyer auf und sagt Markus, dass sie Hefermehl freigelassen haben und sie von seiner Schuld überzeugt ist, doch Markus gibt sich nach wie vor unbeeindruckt. Friedrichs weist Odenthal auf die unbekannte Frau in Reinickes Wohnung hin, auf Vorhalt mehrerer Fotos erkennt Hefermehl tatsächlich Charlotte als die Unbekannte, Odenthal, die Charlotte für den großen Schwachpunkt in der Schweigemauer hält, lässt diese wissen, dass sie identifiziert ist und Odenthal den Tatverlauf erahnt. Am Abend fragt Charlotte Markus, ob er tatsächlich Reinicke umgebracht habe, sie macht deutlich, dass sie sich nunmehr vor ihm fürchte und ihn verlassen wolle, er sperrt sie über Nacht ein und droht, die Beute aus dem Gefängnis als Kopfgeld auf sie auszusetzen, wenn sie ihn verrate. Am nächsten Morgen nutzt Charlotte einen unbeobachteten Moment, um vor den Augen der vor dem Haus wartenden Odenthal vor ihrem Mann zu fliehen. Odenthal folgt Charlotte zu einem Waldhotel und geht aufs Ganze, indem sie Markus anonym einen Hinweis über den Verbleib seiner Frau macht. Durch einen Kontrollanruf ihres Mannes aufgeschreckt, verlässt Charlotte überstürzt das Hotel, Markus bemerkt die wartende Odenthal und schlägt sie nieder, Markus kann seine Frau abfangen. Der als französischer Tourist getarnte Friedrichs und die erwachte Odenthal können Markus im letzten Moment festnehmen, als dieser seine Frau umbringen will. Da Charlotte aus Angst vor Markus, dessen Beute nicht gefunden wurde,  die Aussage verweigert, kann Markus lediglich wegen des Mordversuchs an seiner Frau und den Angriff auf Odenthal angeklagt werden.

## Einschaltquote
Jagdfieber erreichte bei seiner Erstausstrahlung am 29. März 1998 insgesamt 9,45 Mio. Zuschauer, was einem Marktanteil von 27,06 % entsprach.

## Rezeption
TV Spielfilm beurteilte den Fall positiv, bemerkte, „die Ludwigshafener Kommissarin wirkt müde“ und kommentierte: „Lena ist schwach, aber ihr Fall hält wach“.